# Chiedi chi erano i Beatles
Chiedi chi erano i Beatles è un mini LP degli Stadio (è il loro terzo disco in vinile), pubblicato in formato Qdisc dalla RCA Italiana (catalogo PG 70600) nel 1984.

## Il disco
È l'ultimo disco in cui compare il tastierista Fabio Liberatori che, in ogni caso, resterà in contatto con la band, collaborando anche in due album degli anni novanta (Di volpi, di vizi e di virtù e Dammi 5 minuti).
Nel 1995, il titolo viene ristampato su CD (mini-album) senza rimasterizzazione dalla BMG Ricordi (catalogo 74321-30043-2), mantenendo lo stesso ordine delle tracce. La stessa BMG lo ha reso disponibile per il download digitale.
L'opera non ha produttori.

## I brani
Le 3 canzoni del "Lato B" fanno parte della colonna sonora del film I due carabinieri (1984) di Carlo Verdone. Solo la prima, Vorrei, è stata inserita nel medley dal vivo dell'antologia Il canto delle pellicole (1996).
Gaetano Curreri, nella trasmissione I grandi protagonisti, ha dichiarato che il testo della canzone Chiedi chi erano i Beatles era una poesia di Roberto Roversi, e che Lucio Dalla gli chiese di scrivere la musica per quel testo. Nonostante le perplessità di Curreri (scrivere la musica su un testo è molto difficile), Lucio Dalla insistette e Curreri acconsentì, dando origine al primo grande successo degli Stadio.

## Tracce
Gli autori del testo precedono i compositori della musica da cui sono separati con un trattino.
Edizioni musicali RCA Italiana, Assist.
Lato A
1. Chiedi chi erano i Beatles – 5:05 (testo: Norisso – musica: Gaetano Curreri)
2. Vedovo Armando e signora – 4:30 (testo: Luca Carboni – musica: Gaetano Curreri)

Lato B
1. Vorrei – 4:51 (testo: Luca Carboni, Lucio Dalla – musica: Fabio Liberatori)
2. Ba... ba... ballando – 4:13 (testo: Luca Carboni – musica: Gaetano Curreri)
3. La mattina – 4:25 (testo: Luca Carboni, Lucio Dalla, Ricky Portera – musica: Gaetano Curreri)

## Formazione
Gruppo
- Gaetano Curreri – voce, tastiera
- Fabio Liberatori –Tastiere
- Ricky Portera – chitarra acustica ed elettrica, voce
- Marco Nanni – basso, voce
- Giovanni Pezzoli – batteria

Altri musicisti
- Antonio 'Tony' Rampotti[6] – chitarra sintetizzata (Roland 707) (in A2)
- Paolo Venditti[6] – sintetizzatore (tastiera PPG) (in A2)
- Maurizio Giammarco – sax (in B2)